# Сидоровська сільська рада (Топчихинський район)
Си́доровська сільська рада (рос. Сидоровский сельский совет) — сільське поселення у складі Топчихинського району Алтайського краю Росії.
Адміністративний центр — село Сидоровка.

## Населення
Населення — 538 осіб (2019; 557 в 2010, 825 у 2002).

## Склад
До складу сільської ради входять:
| Населений пункт | Населення, осіб (2002) | Населення, осіб (2010) |
| --------------- | ---------------------- | ---------------------- |
| Рокити, село    | 190                    | 102                    |
| Сидоровка, село | 518                    | 384                    |
| Чаяче, село     | 117                    | 71                     |